# Inácio Martins
Inácio Martins là một đô thị thuộc bang Paraná, Brasil. Đô thị này có diện tích 936,913 km², dân số năm 2007 là 11397 người, mật độ 9,5 người/km².